# Filippo Costa
Filippo Costa (Noventa Vicentina, Provincia de Vicenza, Italia, 21 de mayo de 1995) es un futbolista italiano. Juega como defensa y su club es el L. R. Vicenza de la Serie C de Italia.

## Clubes
| Club                        | País       | Año       |
| --------------------------- | ---------- | --------- |
| A. C. ChievoVerona          | Italia     | 2014-2017 |
| A. C. Pisa (cedido)         | Italia     | 2014-2015 |
| AFC Bournemouth (cedido)    | Inglaterra | 2015      |
| S. P. A. L. (cedido)        | Italia     | 2017      |
| S. P. A. L.                 | Italia     | 2017-2019 |
| S. S. C. Napoli             | Italia     | 2019-2023 |
| S. S. C. Bari (cedido)      | Italia     | 2019-2020 |
| Virtus Entella (cedido)     | Italia     | 2020-2021 |
| Parma Calcio 1913 (cedido)  | Italia     | 2022      |
| Calcio Foggia 1920 (cedido) | Italia     | 2022-2023 |
| L. R. Vicenza               | Italia     | 2023-act. |